# Narrarna dansar
Narrarna dansar är ett musikalbum från 1986 med den svenska sångerskan Py Bäckman.

## Låtförteckning
| Nr  | Titel                              | Låtskrivare                   | Längd |
| --- | ---------------------------------- | ----------------------------- | ----- |
| 1.  | "Camelot"                          | Py Bäckman                    | 5:11  |
| 2.  | "Månljusvärld"                     | Py Bäckman                    | 4:41  |
| 3.  | "Intro [Instrumental]"             | Py Bäckman                    | 0:35  |
| 4.  | "Svarta spetsar"                   | Py Bäckman, Clarence Öfwerman | 4:55  |
| 5.  | "På yttersta grenen"               | Py Bäckman                    | 3:58  |
| 6.  | "Soldaterna"                       | Py Bäckman,                   | 4:32  |
| 7.  | "Fred nu"                          | Py Bäckman                    | 4:48  |
| 8.  | "Vem tröstar Lily... (själ i snö)" | Py Bäckman                    | 5:22  |
| 9.  | "Du är förbjuden"                  | Py Bäckman, Clarence Öfwerman | 4:43  |
| 10. | "Con-Cordelia"                     | Py Bäckman                    | 4:04  |
| 11. | "Och narrarna dansar"              | Py Bäckman, Clarence Öfwerman | 3:19  |

## Listplaceringar
| Lista (1986) | Topplacering |
| ------------ | ------------ |
| Sverige      | 21           |